# Бадиле (Милано)
Бадиле је насеље у Италији у округу Милано, региону Ломбардија.
Према процени из 2011. у насељу је живело 1191 становника. Насеље се налази на надморској висини од 98 м.